# Фемінізм в Україні

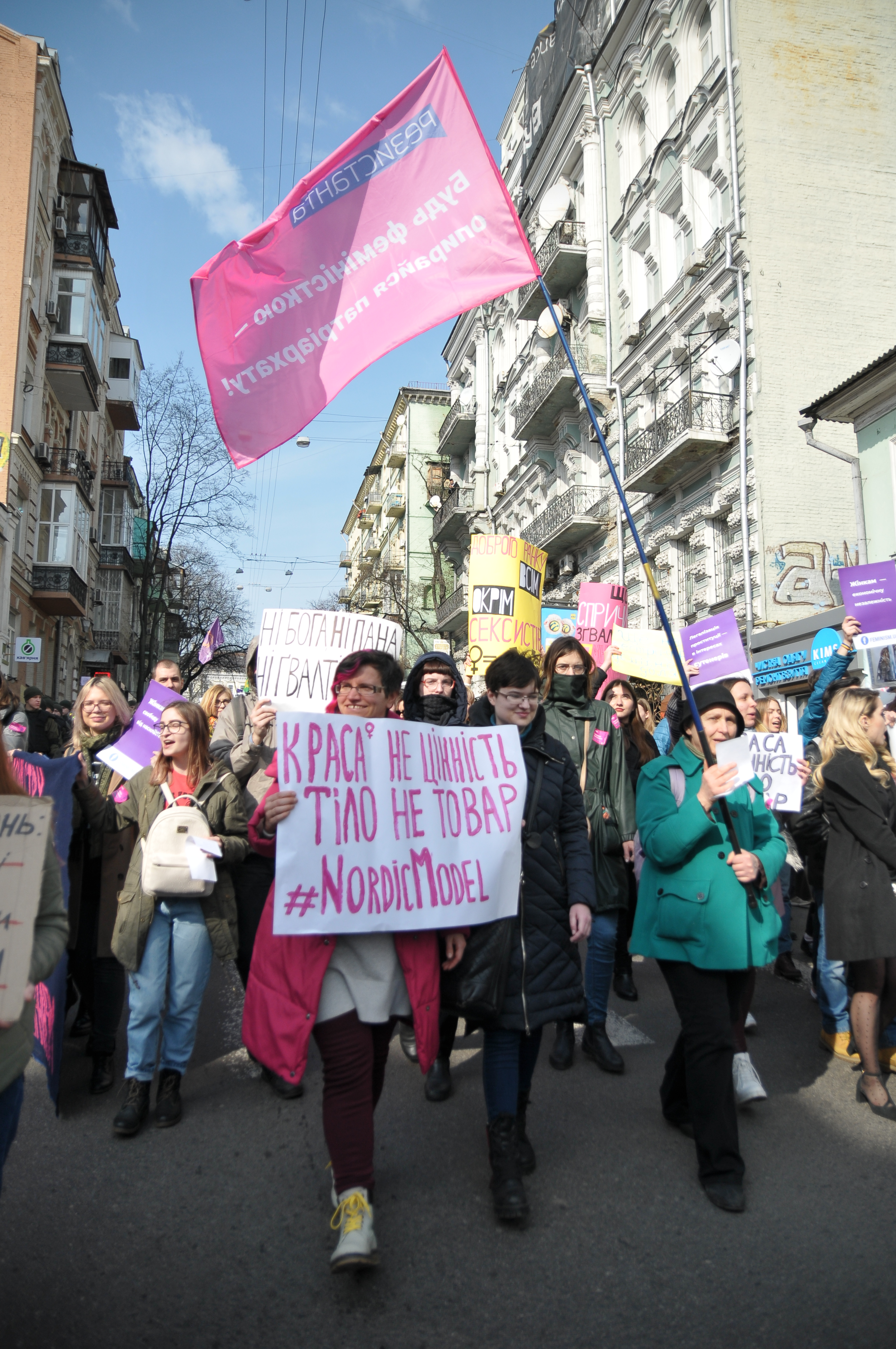
Феміністичний марш 8 березня 2019 в Києві

Феміні́зм в Украї́ні, жіно́чий рух в Украї́ні — суспільний рух у державі, спрямований на досягнення рівності політичних, економічних, особистих і соціальних прав людини для жінок. Одна з найбільших феміністських організацій в Європі, Союз українок, була заснована в 1920-х роках на заході України, Галичині, Міленою Рудницькою, яка її й очолювала. Феміністична література Лесі Українки, Ольги Кобилянської входить у фонд світової літератури з жіночих питань. Хоча у часи радянської епохи фемінізм класифікувався як «буржуазна ідеологія» (антирадянська і контрреволюційна), після здобуття Україною незалежності у 1991 році феміністський рух відродився і наразі активно розвивається як активізм, гендерні дослідження, феміністичне мистецтво, гендерні медіа та гендерна політика.

## Історія
Перші жіночі організації на українських землях почали з'являтися в другій половині XIX століття. Поштовхом до цього стало поширення ідей загальноєвропейського жіночого руху, що поєднував у собі низку суспільних рухів, ініціаторками, лідерками й учасницями яких були жінки. Це й рух проти дискримінаційних щодо жінок суспільних звичаїв та законів, і за формування жіночих організацій з підтримки публічної активності жінок, і за переосмислення усталених — патріархальних — понять про роль статі в суспільстві.
Жіноча емансипація в Європі та США набула організаційних форм після 1850 р., коли впровадження там демократичних реформ не привело автоматично до рівноправності статей. Тоді жінки вперше в історії створили низку місцевих, а згодом і міжнародних організацій, мета діяльності яких полягала в розширенні громадянських та політичних прав жінок і визнанні організованого жіноцтва суб'єктом громадського та політичного життя. Це знаменувало вихід емансипаційного руху на політичну арену, що привело до відокремлення ідеології фемінізму від соціалістичної, яка теж проголошувала принцип рівноправності статей. Рівноправність у комуністичних країнах, де будувався соціалізм, переросла в «подвійне навантаження» жінок. «Соціалістичний табір» упродовж свого існування так і не спромігся осмислити роль жінки в суспільстві відповідно до вимог часу, засвідчивши свою ідеологічну обмеженість щодо феміністських проблем, про яку ще наприкінці 19 ст. писала Наталія Кобринська.
Полемізуючи з Кларою Цеткін, Кобринська вказувала, що соціалісти не розумітимуть прагнень жінок доти, доки жінки не доможуться формального забезпечення своїх прав (за життя Кобринської українські активістки не сприйняли цих тез, вважаючи їх надто радикальними, й тому ці погляди не набули популярності).
До 1990-х фемінізм на українських теренах через відсутність суверенної державності розвивався в контексті боротьби за соціальні та національні права. Цим він істотно відрізнявся від фемінізму західноєвропейського. Боротьба за права жінок — мати політичний голос, доступ до освіти й влади — в Україні була рівнозначною змаганням за національну рівноправність.

## Організаційний перебіг

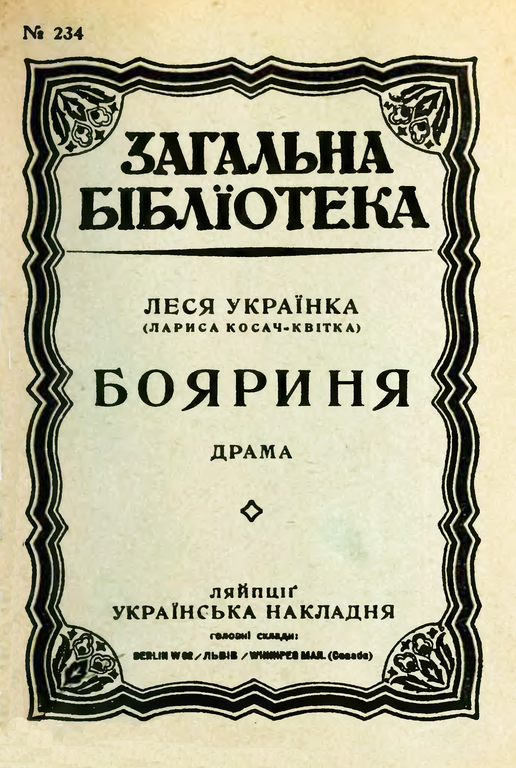
Феміністично-патріотична поема Лесі Українки «Бояриня», написана 1910 року

На початку свого зародження на українських землях в межах кордонів Російської імперії фемінізм був досить однорідним і не завжди організаційно самостійним: жінки об'єднувалися переважно задля спільної освітянської, літературної та доброчинної діяльності. Перша жіноча організація в Україні — Товариство допомоги вищій жіночій освіті — виникла 1840 у Харкові як відгалуження всеросійських жіночих та громадських організацій, які виборювали право доступу жінок до вищої освіти (1860 такий дозвіл було здобуто; значно пізніше, 1878, через всілякі блокування з боку царського уряду, було засновано Вищі жіночі курси в Києві, 1880 — у Харкові). Перший український жіночий гурток почав діяти 1884 у Києві, його очолила українська громадська діячка О. Доброграєва. У 1901 утворилися жіноча громада в Києві (1919 ця організація виборола для українок членство в Міжнародній раді жінок; членство було припинено 1929, відновлено 1996) та Товариство захисту працюючих жінок у Києві й Харкові (ці жіночі товариства, будучи за ідеологією не стільки феміністичними, як соціалістичними, вважали другорядним питання про права жінок, віддаючи перевагу питанням прав робітниць). 1905 з ініціативи невеликої групи українок, які брали участь у Всеросійському жіночому з'їзді, останній ухвалив рішення про створення національно-регіональних підвідділів Спілки рівноуправління жінок (ця спілка, однак, через слабкість феміністського руху в Росії практично не мала там впливу серед національних меншин).
Від 1867 року жінки розгорнули широку благодійну діяльність: спочатку в Товаристві Червоного Хреста, а від 1895 — також у Попічительстві будинками працелюбства й робітними домами та в багатьох інших організаціях допомоги нужденним (роздача одягу, їжі тощо).
Зусиллями Товариства Червоного Хреста на кошти О. Пирогової 1882 засновано притулок для осіб, що одужали. 1891 за підтримки графині С. Ігнатьєвої засновано лікарню (будівлю зведено коштом М. А. Терещенка), де ліки видавалися безкоштовно. При Київській Маріїнській громаді сестер-жалібниць Товариства Червоного Хреста діяла лікарня з амбулаторією та філіалом, вагому роль в їх утриманні відігравали приватні пожертви. Активно працювали українські жінки в Київському відділі Російського товариства боротьби з дитячою смертністю (заснований 1912), Товаристві надання допомоги хворим дітям, Товаристві лікарень для хронічно хворих дітей, Попічительстві глухонімих.
З початком Української революції 1917—1921 років жіночий рух дуже швидко організаційно оформився. Уже в квітні 1917 років у Києві створили Український жіночий союз, а у вересні провели перший жіночий з'їзд.

### Захід України

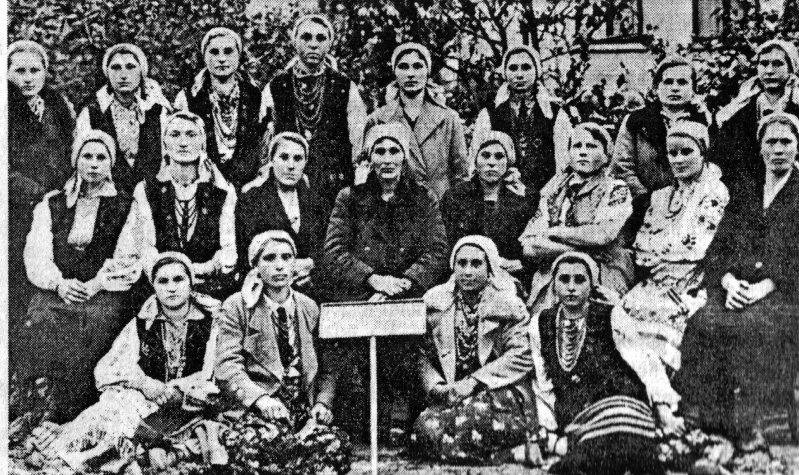
Союз українок, 1933

У Західній Україні першою жіночою організацією стало засноване за ініціативою Наталі Кобринської 1884 у м. Станіслав (нині Івано-Франківськ) «Товариство руських женщин». Кобринській вдалося налагодити співпрацю з українками на теренах Російської імперії — 1887 вона з Оленою Пчілкою видала альманах українок обабіч річки Збруч (притока Дністра, по якій проходив тогочасний кордон між Російською імперією та Австро-Угорщиною) — «Перший вінок». Книга ввійшла в українську історію як перша жіноча збірка. Яскравим прикладом боротьби за права жінок є Мілена Рудницька.
1893 року виник Клуб русинок у Львові, що провадив свою роботу серед мешканок сіл. Подібний клуб виник також у Чернівцях.
1906 року за ініціативою Костянтини Малицької створено Жіночу громаду у Львові, 1908 — Кружок українських дівчат у Львові та Чернівцях. 1909 львівські організації об'єдналися в Жіночу громаду, яку очолила Костянтина Малицька. В роки Першої світової українські жінки заснували у Відні Комітет допомоги пораненим воякам (голова — Ольга Ціпановська). 1917 і повторно 1921 жіночі організації об'єдналися в Союз українок. Союз українок Волині, очолюваний Параскевою Багрянівською, діяв у Рівному. Союз українок Галичини очолювала Мілена Рудницька (завдяки зв'язкам Рудницької з міжнародним жіночим рухом одна з комісій Ліги Націй порушила питання про голодомор 1932–1933 в УСРР). До Союзу українок згодом долучилися жіночі організації Волині, Польщі, Чехословаччини, Австралії, США, Канади. На базі Союзу 1934 створено Всесвітній союз українок, у 1937 офіційно затверджений польською владою. В 1930-х рр. на Буковині активізувалася діяльність Жіночої громади, яку очолювала Ольга Гузар. У роки Другої світової у Львові 1941 створено «Жіночу службу України», якою керували К. Малицька й М. Біляк.

### УСРР–УРСР
В УСРР–УРСР керівництво феміністичним рухом повністю перебрала на себе КП(б)У–КПУ. Так, 1919 за рішенням ЦК РКП(б) в УСРР почали створюватися жінвідділи, які у своїй діяльності в першу чергу провадили комуністичну агітацію серед жінок, боролися з безграмотністю й лише потім опікувалися вирішенням деяких «жіночих питань». Їхні центральні органи видавали журнали «Селянка України» та «Трудівниця». Оскільки комуністичне керівництво у своїй владотворчій діяльності використовувало принцип квот, жінки в УСРР–УРСР завжди мали певну кількість місць у місцевих та центральних представницьких органах влади. Разом з тим, хоча жінки за радянської влади й могли здобути найрізноманітніші професії, однак лише окремим з них вдавалося посісти керівні посади.
У 1930-х рр. започатковано рух за створення жіночих виробничих бригад (Парасковія Ангеліна). В 1960-х рр. в УРСР за ініціативою КПРС утворена система жіночих рад — громадських організацій, що діяли під безпосереднім керівництвом парторганізацій та представляли Україну на міжнародних жіночих з'їздах.

### Діаспора

Світова федерація українських жіночих організацій (СФУЖО), заснована 1948 року

Діяльність українських жіночих організацій у західних країнах, де мешкала українська діаспора, поступово набула виразного феміністичного характеру, українки з діаспори активно включилися в міжнародний фемрух. Так, у 1980-х рр. на міжнародних жіночих з'їздах делегатки від жіночих організацій української діаспори заперечували твердження представниць жіночих організацій УРСР про рівноправність статусу жінок і чоловіків у республіці. В період 1945–91 жіночі організації української діаспори намагалися репрезентувати жінок усієї України. У 1948 вони створили Світову федерацію українських жіночих організацій і через філіали в країнах постійного проживання намагалися говорити про українців та українок як окремий народ Європи. З перших років незалежності України українські жіночі організації в Україні та українські жіночі організації діаспори почали співпрацювати.

### 1990-ті

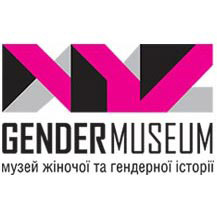
Музей жіночої та гендерної історії, заснований 2008

На початку 1990-х рр. у ході розвитку в Україні громадянсько-політичних рухів, зокрема Народного руху України, жінки почали відновлювати організації, що в роки репресій у СРСР припинили свою діяльність. Водночас жіночий рух в Україні набув виразних феміністських ознак унаслідок стихійно прогресуючої в ході ринкових перетворень економіки дискримінації жінок в політичній сфері та на ринку праці. Метою та змістом діяльності відновленої в грудні 1991 добровільної громадсько-просвітницької позапартійної й позаконфесійної організації Союз українок стало спрямування творчих сил українського жіноцтва на утвердження в суспільстві національних святинь та ідеалів, сприяння розвиткові духовної культури народу, виховання нової генерації молоді, здатної будувати правову демократичну державу.
У 1992 році (після 50-річної перерви) відновила свою діяльність в Україні всеукраїнська організація Жіноча громада. До своєї програми «Відродження культури і будівництво незалежної України» Громада додала гасло «Від добробуту кожної родини — до добробуту Української держави». Ця організація має осередки у всіх областях України, а також державах Європи, Північної Америки та Австралії.
У 1994 створено Всеукраїнське жіноче товариство ім. Олени Теліги. В складі товариства діють дві організації — Юнацька ліга (об'єднує дівчат до 18 років) та як асоційований член — ліга «Матері і сестри — воїнам України». Соціальним захистом жінок, дітей та сімей в умовах переходу до ринкової економіки опікується Спілка жінок України, що до 1991 була підрозділом Комітету радянських жінок, а нині діє як неурядова громадська організація.

### XXI століття

Феміністична офензива (2010—2014)

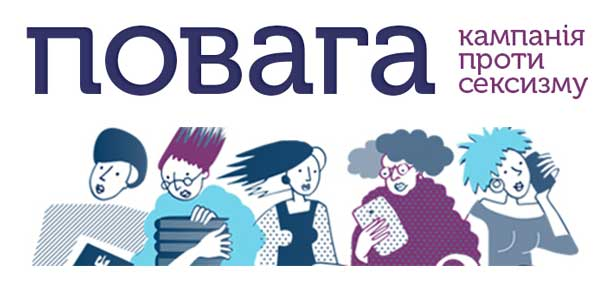
Кампанія проти сексизму «Повага», діє з 2014 року

Від другої половини 1990-х років феміністський рух в Україні набув значного поширення. Почали діяти регіональні об'єднання та клуби, зокрема: Асоціація жінок в агробізнесі в Луцьку, Донецька обласна ліга ділових жінок, Харківський міський центр солідарності жінок творчої орієнтації, Клуб одеських дам (об'єднує жінок–директорок підприємств та організацій, а також діячок культури, медицини й архітектури), «Відродження нації» в Тернополі, «Дочки-матері» в Сімферополі, татарський жіночий клуб «Ізгелік» у Києві, Клуб ділових жінок у Ялті. Виникли жіночі політичні партії: «Жінки України», Всеукраїнська партія жіночих ініціатив, Жіноча народна партія (об'єднана). На кінець 1990-х років в Україні вже було зареєстровано понад 100 громадських жіночих об'єднань — регіональних, всеукраїнських та міжнародних (серед останніх — вже згадана Жіноча громада, міжнародна федерація ділових жінок «Либідь», «Надія», міжнародний фонд «Панна»).
До останнього часу розвиток жіночого руху в Україні ілюстрував різновид розвитку активізації громадської діяльності жінок, що виростає з актуальних для певного історичного періоду конкретного суспільства потреб, а не з нового для всієї історії людства розуміння (актуалізованого фемінізмом) легальних прав. Саме цим цей різновид жіночого руху відрізняється від фемінізму англо-саксонського типу, який розвивався в правовому суспільстві й тільки в такому суспільстві міг з'явитися. Український фемінізм намагався відстояти права жінок в українському громадському житті. Він не був орієнтований, як фемінізм англосаксонського типу, на глибинну феміністську перебудову всіх суспільних відносин. На 2005 рік фемінізм в Україні продовжував розвиватись, українські жіночі організації ставали політичною та громадянською силою, роблять значні кроки в розвитку гендерних студій в Україні.
В Україні діють декілька правозахисних груп жінок, в тому числі Феміністична Офензива і Український жіночий союз. FEMEN, київська жіноча правозахисна група, була закрита в 2013 році і покинула країну, бо керівництво побоювалося за своє життя і свободу.
В соціальних мережах найбільшою феміністичною спільнотою є «Фемінізм УА» (понад 11 500 підписників), створена у 2011 році феміністкою Марією Дмитрієвою. Останніми роками активно розвивається рух різних феміністичних груп, які підтримують Шведську модель протидії проституції і торгівлі людьми.
Український мережевий флешмоб 2016 року ЯНеБоюсьСказати задля дестигматизації розмов про сексуальне насильство щодо українок у приватному, сімейному та робочому житті набув міжнародного розголосу, оголивши масштаби проблеми, котра в Україні традиційно замовчується.
8 березня феміністки в різних містах України виходять на марш за права жінок, який щороку стає все більш масштабним.
У Харкові функціонує унікальний Музей жіночої та гендерної історії.
Наприкінці 2019 року розпочало свою роботу перше в Україні суто жіноче видавництво Creative Women Publishing.

#### 140-річчя українського жіночого руху
2024 року, за 140 років від заснування Наталією Кобринською першої української жіночої організації «Товариство руських женщин», організації «Центр гендерної культури» й «Бюро гендерних стратегій і бюджетування» ініціювали річну інформаційну кампанію. До кампанії долучилися понад 80 організацій з різних регіонів України. Присвячені ювілею заходи також пройшли за кордоном.

## Фемінізм в українській літературі
Українська феміністична художня література розвивалася у творах про жінку, її покликання і місце в суспільстві, вперше у творах Ольги Кобилянської: «Людина» і «Царівна». Феміністичні мотиви потужно розвинули у своїх творах Леся Українка, Олена Пчілка, Олена Теліга, Ліна Костенко, Оксана Забужко. Вітчизняна феміністська літературна критика як напрямок гендерних досліджень вивчає характеристики «жіночого письма» як літературної категорії, досліджує роль жінки в історичному ракурсі.

## Гендерні дослідження в Україні
Серед українських гендерних дослідниць: Мілена Рудницька, Соломія Павличко, Віра Агеєва, Марта Богачевська-Хом'як, Оксана Кісь, Марта Чумало, Марія Маєрчик, Олена Стрельник, Тамара Марценюк.

## Українські феміністки

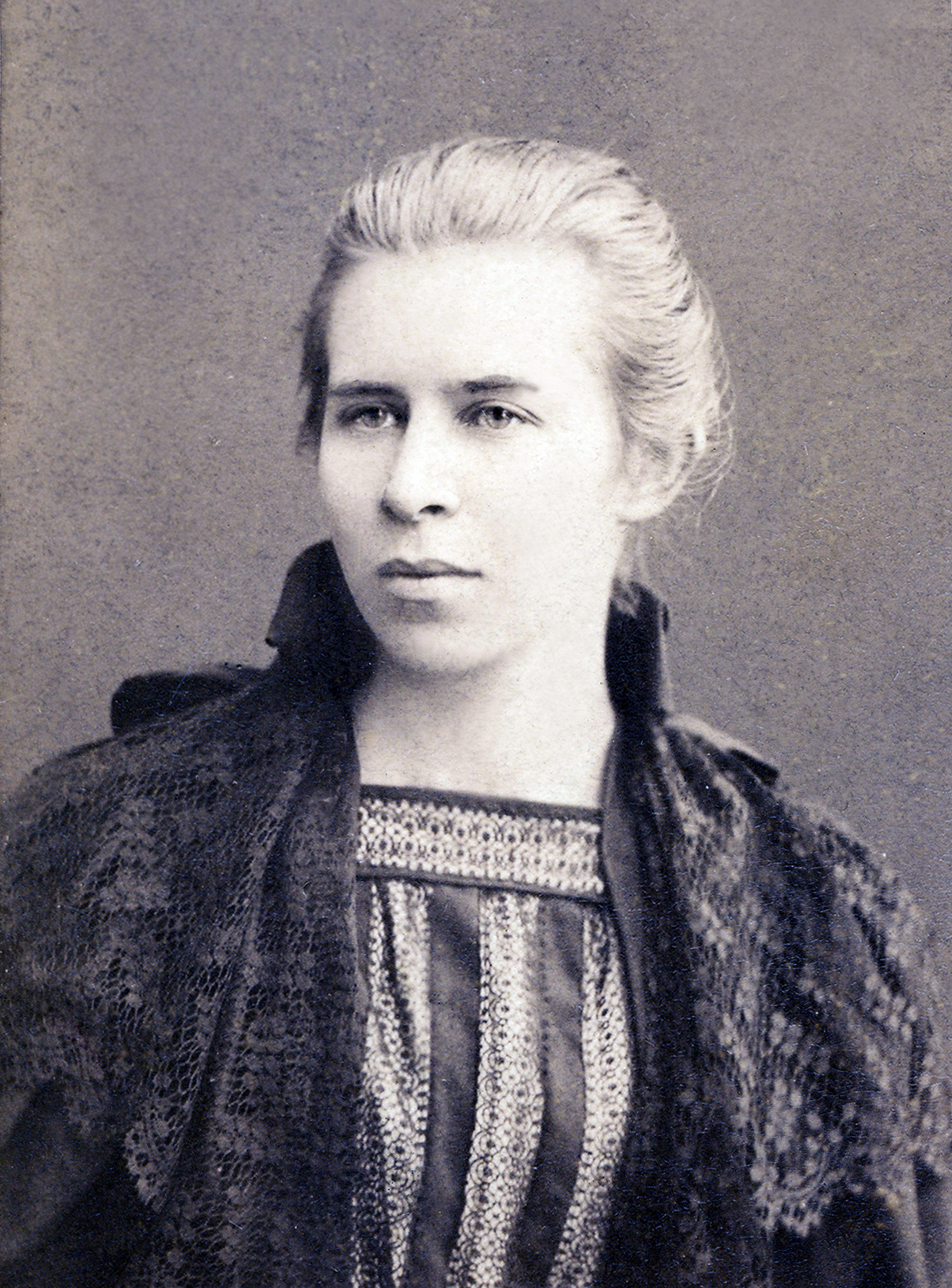
Леся Українка (1871 — 1913)
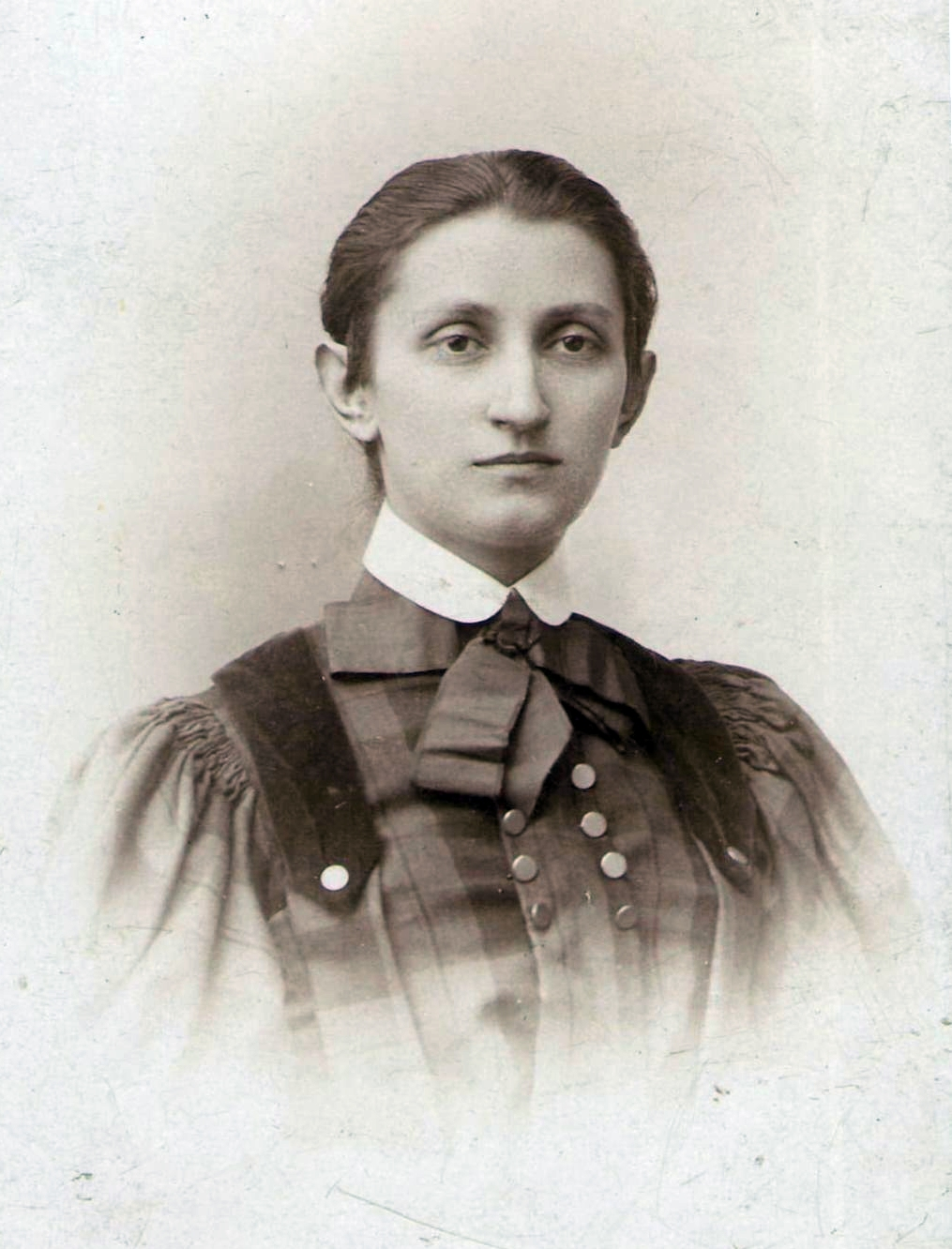
Ольга Кобилянська (1863 — 1942)
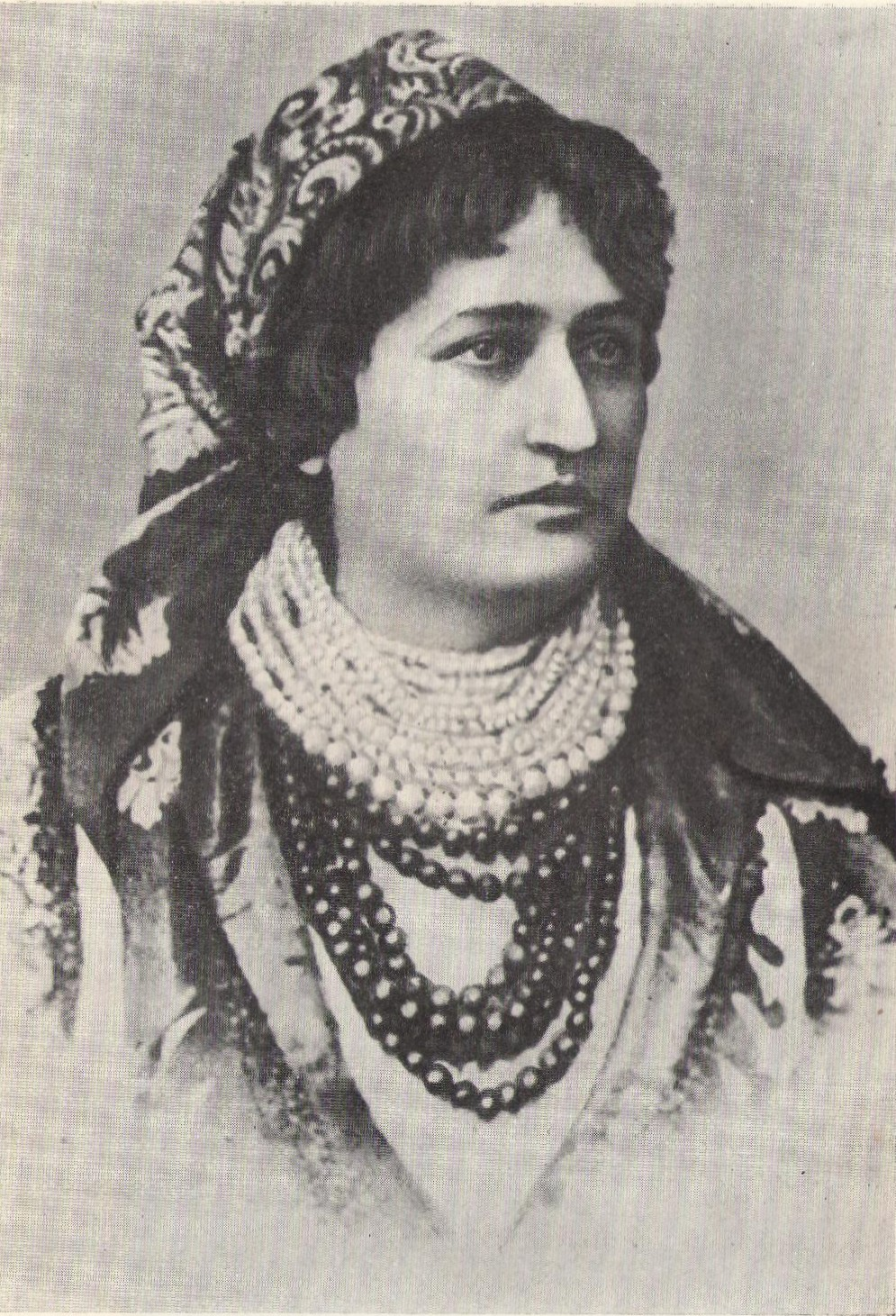
Наталія Кобринська (1855 — 1920)
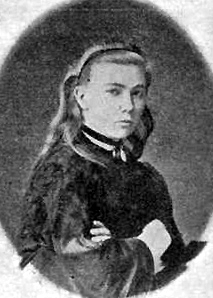
Софія Русова (1856 — 1940)
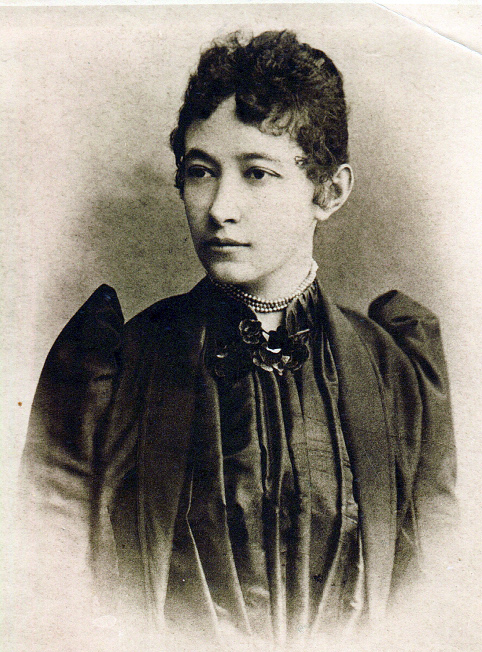
Уляна Кравченко (1860 — 1947)
Климентина Попович-Боярська (1863 — 1945)
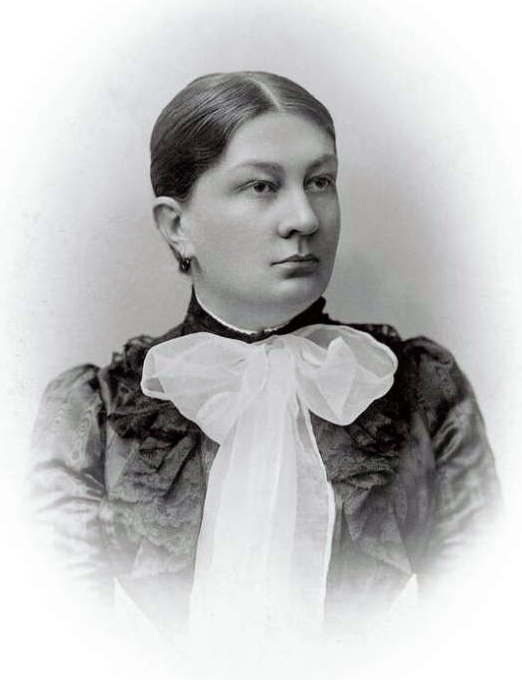
Софія Окуневська-Морачевська (1865 — 1926)
Анна Павлик (1855 — 1928)
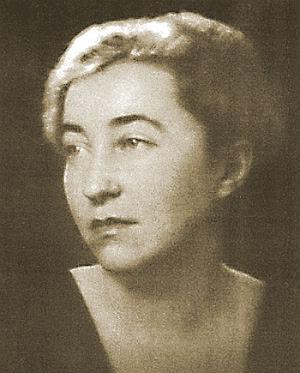
Мілена Рудницька (1892 — 1976)
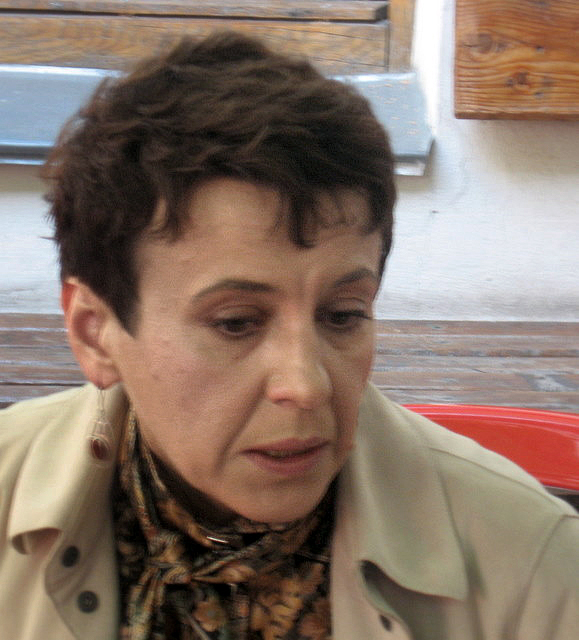
Оксана Забужко (1960)
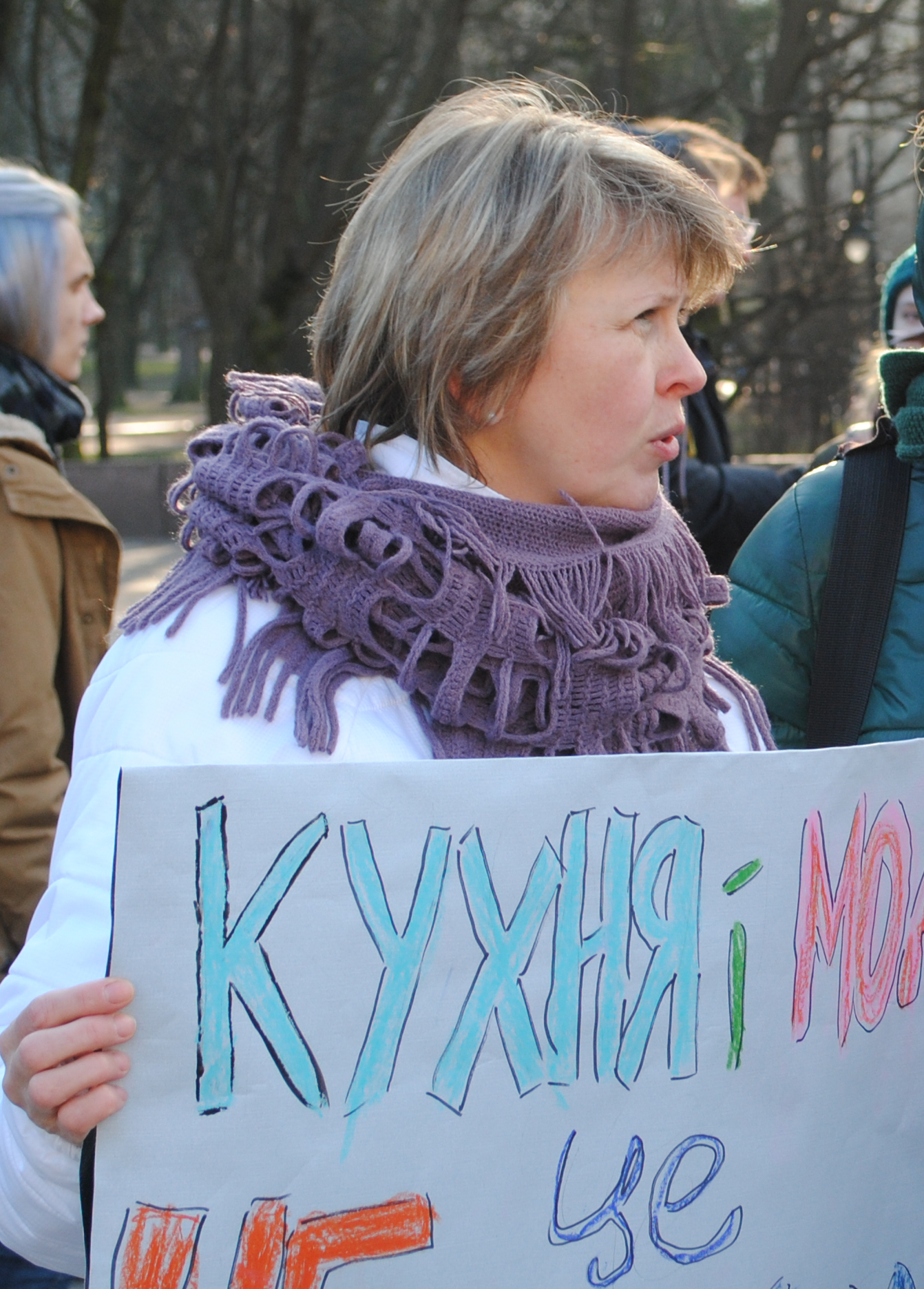
Оксана Кісь (1970)
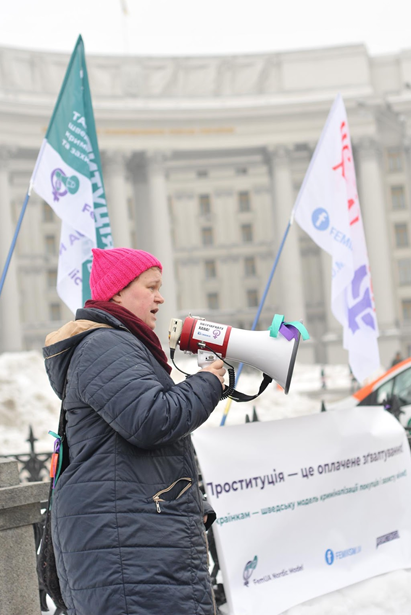
Марія Дмитрієва (1975)
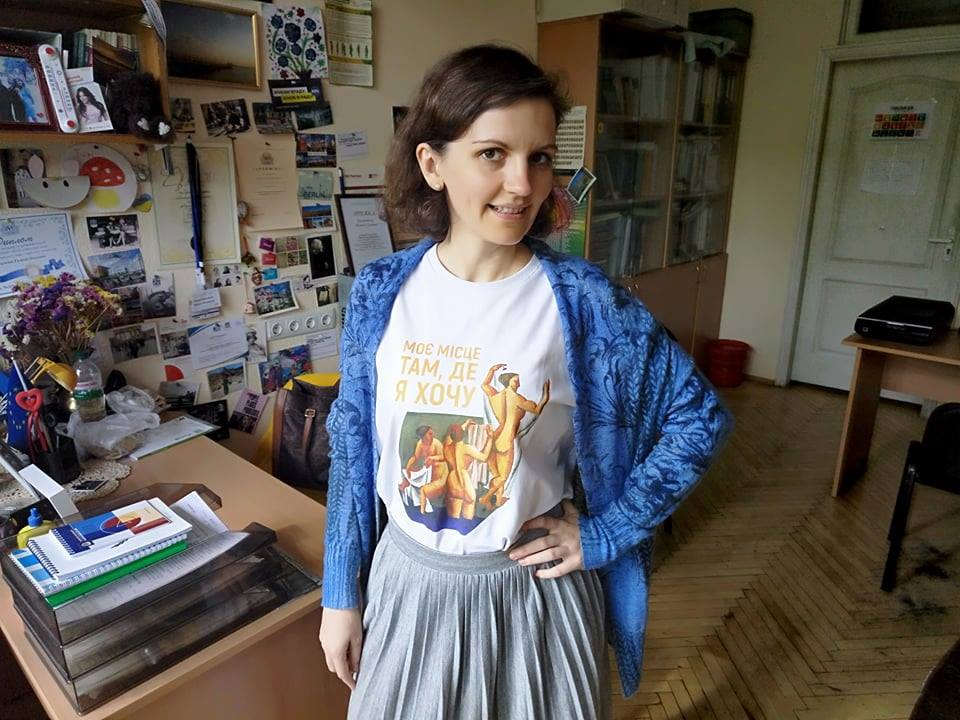
Тамара Марценюк (1981)